# Сан Лејкс (Аризона)
Сан Лејкс (енгл. Sun Lakes) насељено је место без административног статуса у америчкој савезној држави Аризона.

## Демографија
По попису из 2010. године број становника је 13.975, што је 2.039 (17,1%) становника више него 2000. године.
| Група             | 2000.          | 2010.          |
| Белци             | 11.642 (97,5%) | 13.351 (95,5%) |
| Афроамериканци    | 93 (0,8%)      | 170 (1,2%)     |
| Азијати           | 38 (0,3%)      | 118 (0,8%)     |
| Хиспаноамериканци | 112 (0,9%)     | 249 (1,8%)     |
| Укупно            | 11.936         | 13.975         |